# Isabel de Josa
Pour les articles homonymes, voir Josa (homonymie).
Isabel de Josa ou Isabel d'Orrit, née en octobre 1490, morte à Verceil en Italie le 5 mars 1564 est une humaniste et autrice catalane, protectrice d'Ignace de Loyola, fondateur de la Compagnie de Jésus. Avec Isabella Roser, elle essaie de faire admettre les femmes dans l'ordre des jésuites.

## Biographie
Son père Vicenç Orrit, juriste et sa mère Miquela Pagès sont originaires de Lérida. Son père comme son grand-père maternel, Joan Pagès, font partie des notables de la ville de Lérida, sans faire partie de la noblesse. La famille s'installe à Barcelone, dans la Riera de Sant Joan et ensuite dans des maisons de la rue du Forn de Ripoll. On ne connaît pas avec exactitude le lieu de naissance d'Isabel de Josa : Lérida ou Barcelone.
Isabel de Josa reçoit une éducation à laquelle seules les femmes appartenant à la noblesse avaient accès. Elle apprend le latin, le grec, l'hébreu et la théologie avec Jean Duns Scot.
Isabel de Josa se marie avec Guillem Ramon de Josa i de Cardona, fils de Gaspar Joan de Josa et de Maciana de Cardona, en 1509 à Barcelone, lors d'une cérémonie célébrée par Jaume Fiella, chanoine et doyen de la cathédrale de Barcelone.
Les Josa sont une lignée de la petite noblesse catalane originaires de la vallée de la Vansa, aux Pyrénées, qui s'est établi à Solsona. Guillem Ramon de Josa i de Cardona meurt en 1517. Isabel de Josa a 26 ans et trois enfants âgés de sept à un an.
Elle enseigne auprès de filles orphelines.
Isabel de Josa administre et gère les baronnies de Solsona, jusqu'à la majorité de son fils Guillem qui  se marie en 1535 avec Helena de Cardona, fille de l'évêque de Barcelone, Joan de Cardona. Elle prêche à la cathédrale de Barcelone, pour la béatification d'Ignace de Loyola. Elle retourne vivre à Lérida au monastère de Sainte Clara.
Elle prêche dans la chapelle du Pied de la Croix qui devient plus tard l'église des Anges. Elle parcourt les rues de Barcelone pour demander l'aumône pour la distribuer aux pauvres. En 1536, elle fait partie des ordinations de l'Archiconfrérie du Sang de Barcelone en première position avec des personnes notables de la ville. Avec Isabel Roser, elle dirige un cercle de bienfaitrices d'Ignace de Loyola lors de son séjour à Barcelone en 1520. La Compagnie de Jésus fonctionne alors plutôt comme un ministère dans lequel ses membres, uniquement des hommes, travaillent dans le monde pour aider les pauvres. En 1543, Isabel de Josa, Isabel Roser et deux compagnes rejoignent Ignace de Loyola à Rome. Elles aident à financer et à administrer une mission jésuite pour les femmes tombées au combat, dans l'idée de créer une branche féminine de la Compagnie de Jésus. Ignace de Loyola refuse l'idée d'admettre des femmes. Il en reporte directement au pape Paul III. Celui-ci ordonne à Ignace de Loyola d'admettre Isabel Roser et ses deux compagnes en tant que membres à part entière des jésuites. Il obéit mais elles ne sont les bienvenues. En 1546, Ignace de Loyola réussit à faire annuler l'admission des trois femmes. Elles sont remises dans un couvent traditionnel, c'est-à-dire fermé. Des rumeurs circulent selon lesquelles Ignace de Loyola a dépossédé Isabel Roser de sa fortune. Cela est porté devant le tribunal, qui statue contre Isabel Roser. Pendant ce temps, Ignace de Loyola obtient du pape une bulle interdisant aux femmes d'entrer dans l'ordre. Désormais, les jésuites sont protégés de toute présence féminine dérangeante.
Beaucoup d'auteurs pensent qu'Isabel de Josa avait le souhait de se mettre sous l'ordre de la Compagnie de Jésus. Toutefois, Isabel de Josa semble plus désireuse de réaliser des œuvres caritatives sans se soumettre à un ordre. En 1547, elle s'installe à Verceil, ville du Piémont.
Elle fonde en 1553 à Verceil, le Collegio delle Orfane de Sainte Marie de Loreto et en 1555 à Milan, Sainte Marie du Soccorso delle Anime. Elle meurt à Verceil le 5 mars 1564, à l'âge de 73 ans.
En 1553, Alfonso García Matamoros écrit qu'elle est une noble de Barcelone. Il la compare pour ses écrits au philosophe grec platonicien Diotima et pour son mode de vie à sainte Paula de Rome. Le manuscrit Tristis Isabella était conservé à la bibliothèque de l'Escurial. Il est aujourd'hui perdu.

## Postérité
Isabel de Joya fait partie des femmes citées dans l’œuvre The Dinner Party de Judy Chicago.